# Gabriel Lüchinger
Gabriel Lüchinger (sinh 18 tháng 12 năm 1992) là một cầu thủ bóng đá Thụy Sĩ chơi ở vị trí tiền vệ cho SV Ried.